# 森下真
森下 真（もりした まこと、1992年 - ）は、日本の漫画家。大阪府出身。大阪芸術大学卒業。

## 来歴
大学在学中の2011年に『鴉檻』で第17回スクウェア・エニックスマンガ大賞・準大賞を受賞し、漫画家デビュー。
2013年には『月刊少年ガンガン』に、読み切り版『Im〜イム〜』が掲載され好評を博し、2015年に同誌にて連載がスタートする。2018年に同作を完結。
2019年にSNSで発表した『悪魔さんとお歌』が書籍化され、『ガンガンpixiv』にて同作を連載。
その後2021年より『月刊少年マガジン』で『すだちの魔王城』を連載開始。同作は『次にくるマンガ大賞2022年コミックス部門』にて12位を獲得、翌年の『次にくるマンガ大賞2023年コミックス部門』でもノミネートされる。

## 作品リスト

### 漫画作品

#### 連載
- Im〜イム〜（『月刊少年ガンガン』2015年2月号[6] - 2018年8月号[7]） - 読み切りが連載化[6]。
- 悪魔さんとお歌（『ガンガンpixiv』2019年9月14日[9] - ） - SNSで発表した作品を書籍化[8]、『ガンガンpixiv』で連載[9]。
- すだちの魔王城（『月刊少年マガジン』2021年11月号[10] - ）

#### 読み切り
- 鴉檻（『月刊少年ガンガン』2011年2月号） - デビュー作[3]。第17回スクウェア・エニックスマンガ大賞・準大賞受賞作[3]。
- Im（『月刊少年ガンガン』2013年2月号[13]、2013年12月号[13]）
- カラ松の台詞は読まなくても大丈夫です（『おそ松さん 公式コミックアンソロジー〜スクエニセンバツ〜』2016年[14]） - 『おそ松さん』のアンソロジー寄稿作品[14]。
- タイトル不明（『漫画家のごはんのおとも語り』2018年[15]）
- 特上しか作らん!!（『「刀剣乱舞-ONLINE-」アンソロジーコミック『4コマらんぶっ 肆』』2021年[16]） - 『刀剣乱舞-ONLINE-』のアンソロジー寄稿作品[16]。

### 書籍
- 『Im〜イム〜』、スクウェア・エニックス〈ガンガンコミックス〉2015年 - 2018年、全11巻
- 『悪魔さんとお歌』、スクウェア・エニックス〈ガンガンコミックスpixiv〉2019年 - 2020年、全2巻
- 『すだちの魔王城』、講談社〈KCGM〉2022年 - 、既刊11巻（2025年8月12日現在）

### その他
- 『炎炎ノ消防隊』お祝いイラスト画廊!!（『週刊少年マガジン』2018年51号[17]）描きおろしイラスト[17]
- 莉犬「ケセラセラ/莉犬【cover】」（2024年5月）MVイラスト[18]